# Niphoparmena convexa
Niphoparmena convexa là một loài bọ cánh cứng trong họ Cerambycidae.